# Андрееску, Йон

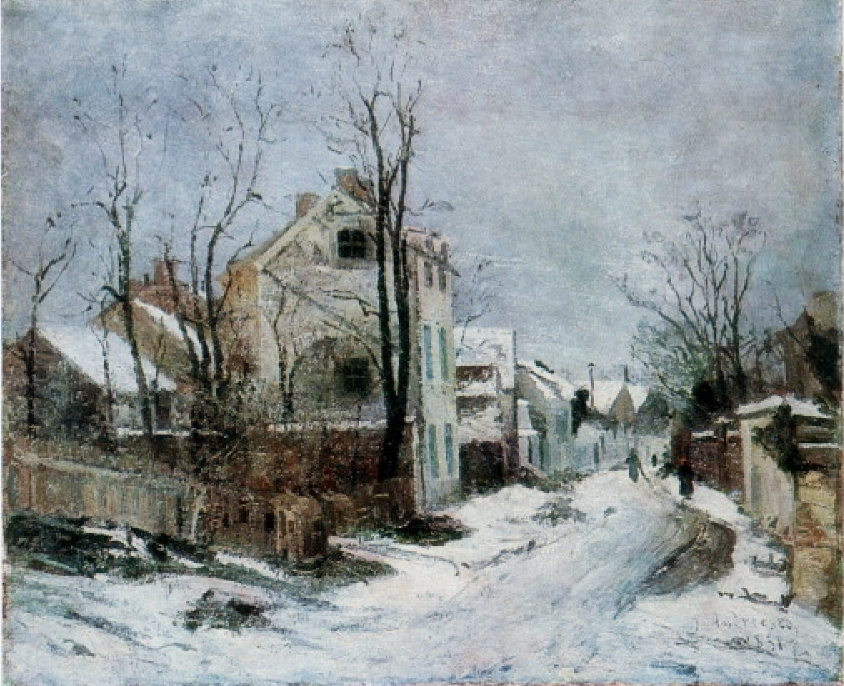
Зима в Барбизоне, Национальный музей искусств Румынии, Бухарест

Ион Андрееску (рум. Ion Andreescu, 15 января 1850, Бухарест — 22 октября 1882, Бухарест) — румынский художник. Первый представитель импрессионизма в румынской живописи.
Ион Андрееску родился в Бухаресте в семье лавочника. Учился в интернате, где, среди прочего, изучил французский язык. В 1863 году поступил в Бухаресте в художественную школу, с 1869 года занимался под руководством одного из крупнейших румынских художников того времени Теодора Амана. В 1870 году выиграл конкурс на должность преподавателя в той же художественной школе, но из-за бюрократических препятствий не смог её занять. Всё это время Андрееску остро нуждался в средствах. На короткое время, благодаря покровительству Амана, он смог занять место учителя рисования в торговом училище в Бухаресте. С сентября 1872 года он работал учителем в Бакэу.
Андрееску довольно быстро разочаровался в румынской системе художественного образования и уехал в Париж, где в 1878 году начал посещать художественную Академию Жюлиана. Одновременно он сблизился с художниками Барбизонской школы, среди которых был и Николае Григореску. Впоследствии он был близок импрессионистам и считается первым представителем импрессионизма в румынском искусстве.
В 1881 году Андрееску вернулся в Румынию, где на следующий год умер от туберкулёза в возрасте 32 лет. В 1948 году Андрееску посмертно был признан членом Румынской Академии.
От Иона Андрееску сохранилось около пятисот картин, в основном, пейзажи, натюрморты и портреты, а также графические работы. Он считается одним из основоположников современной румынской живописи.

## Галерея

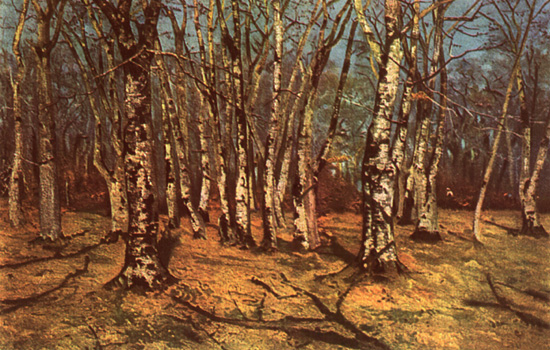
Буковый лес
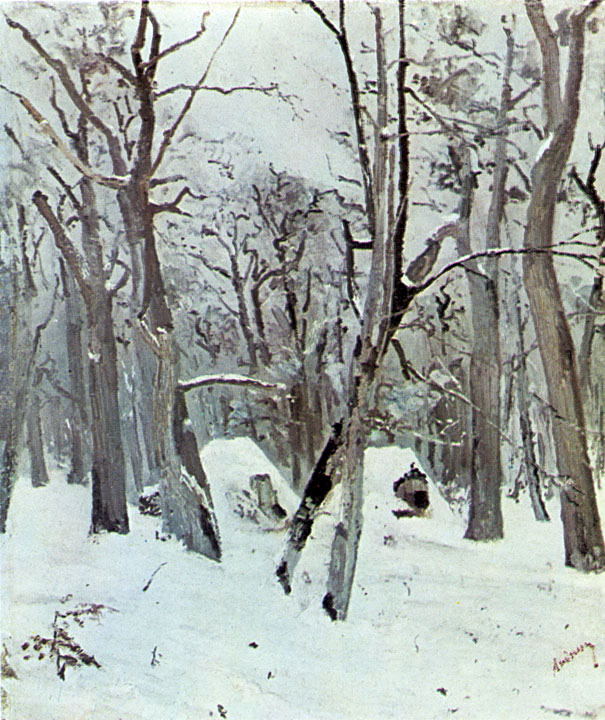
Леса зимой
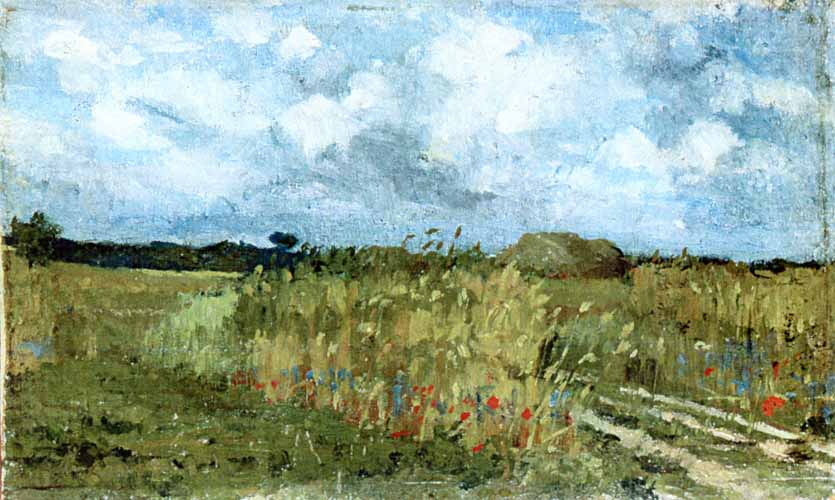
Цветущее поле
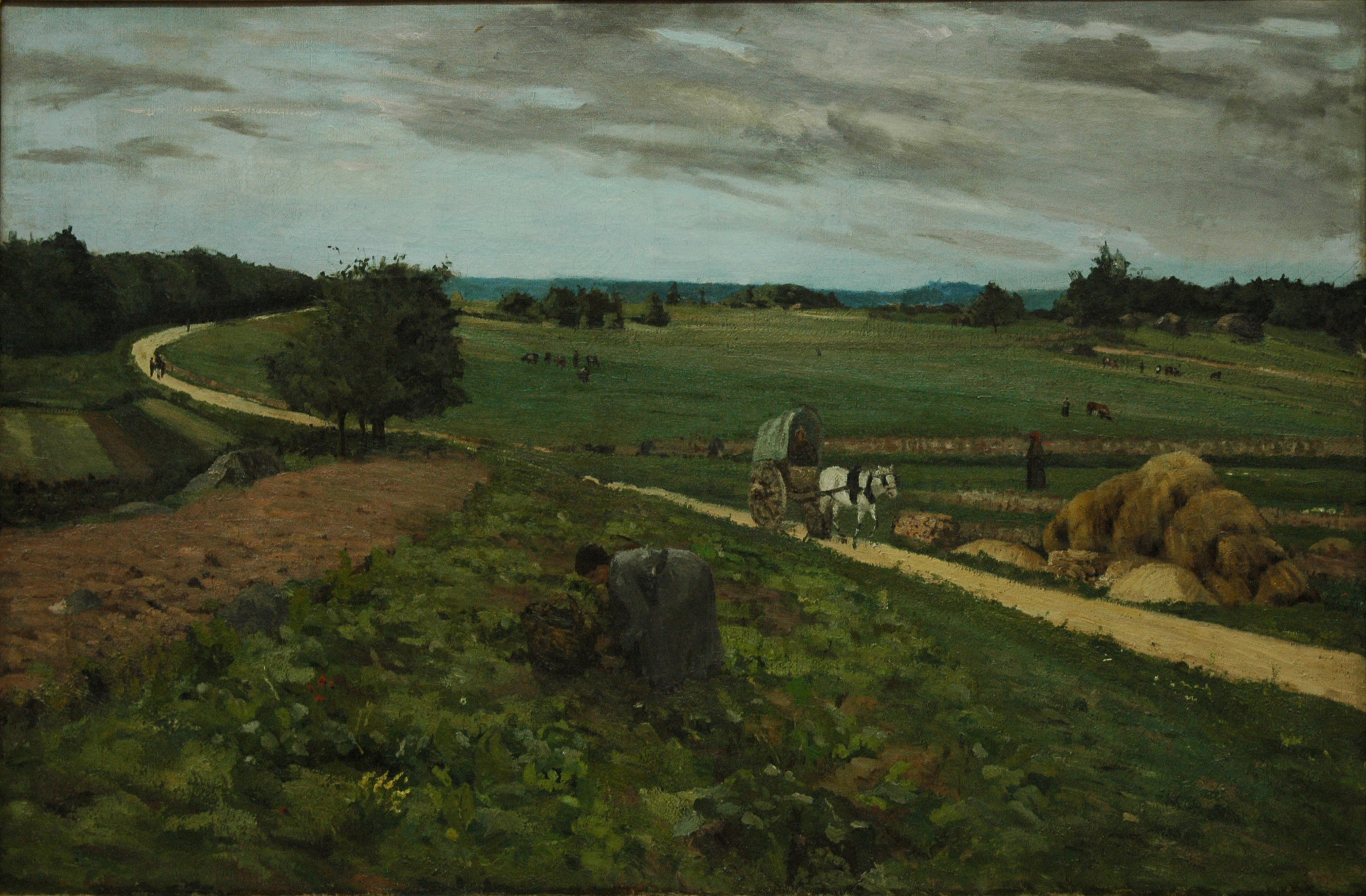
В поле
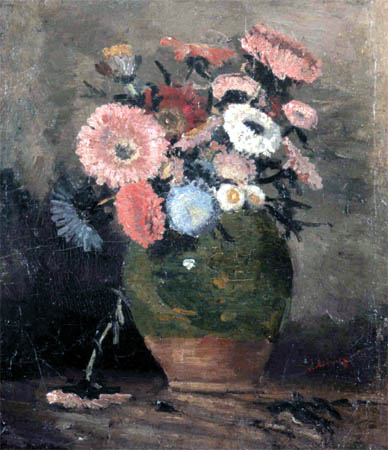
Хризантемы
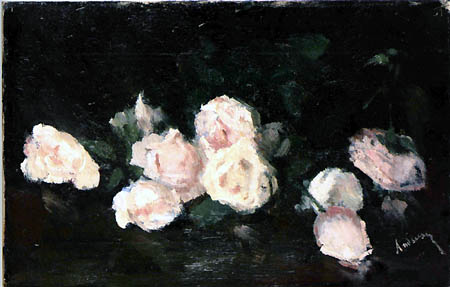
Розы
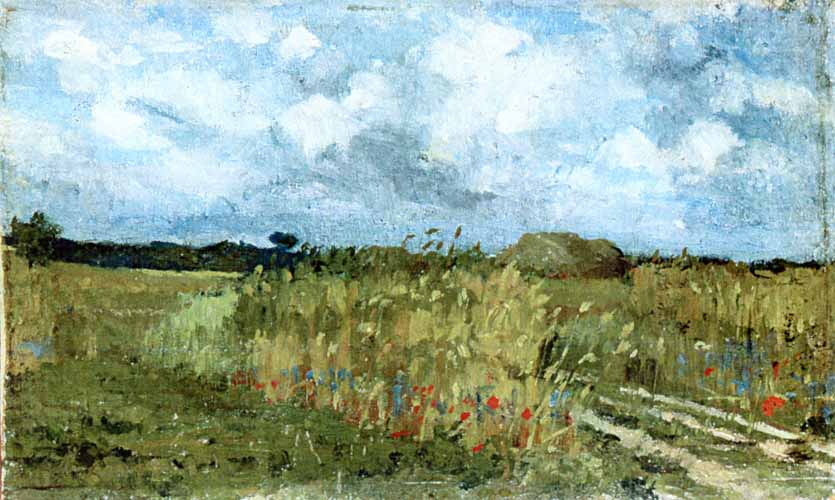
Цветущее поле
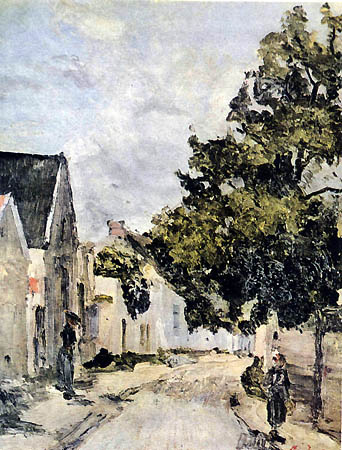
Улица в Барбизоне летом
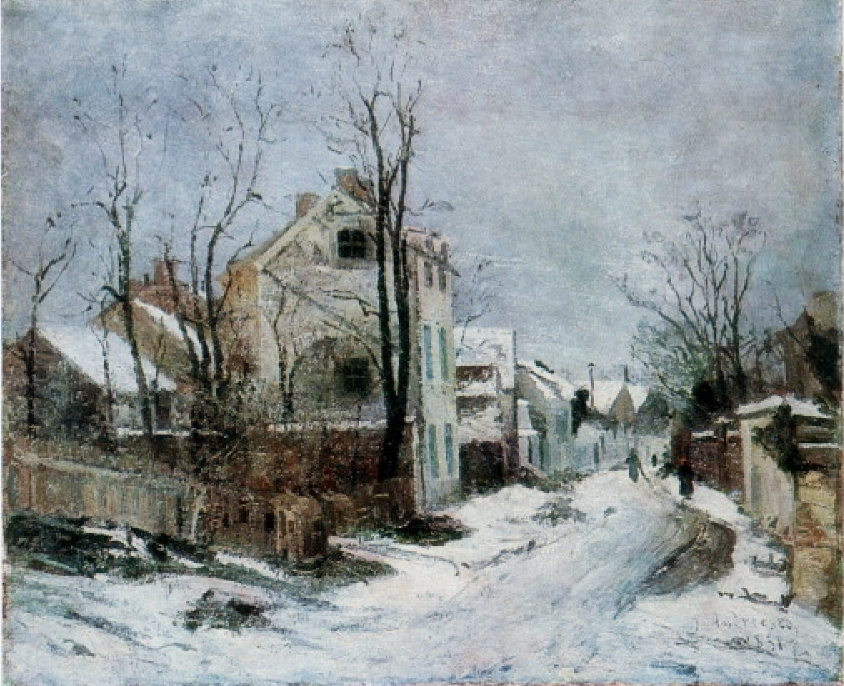
Зима в Барбизоне
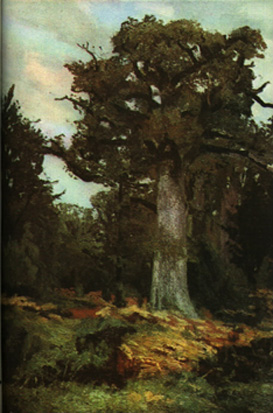
Дуб
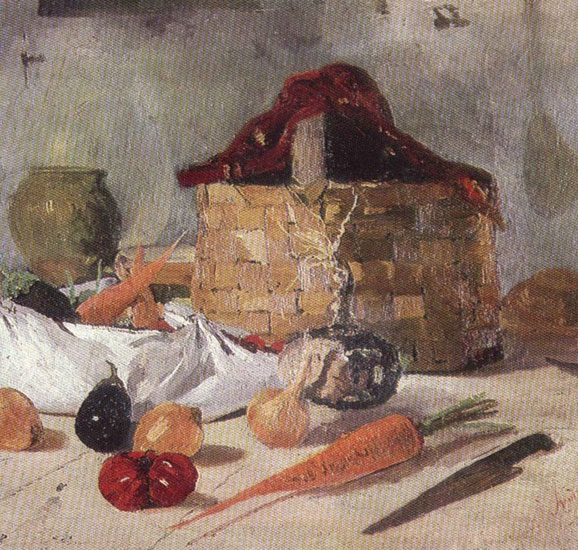
Натюрморт
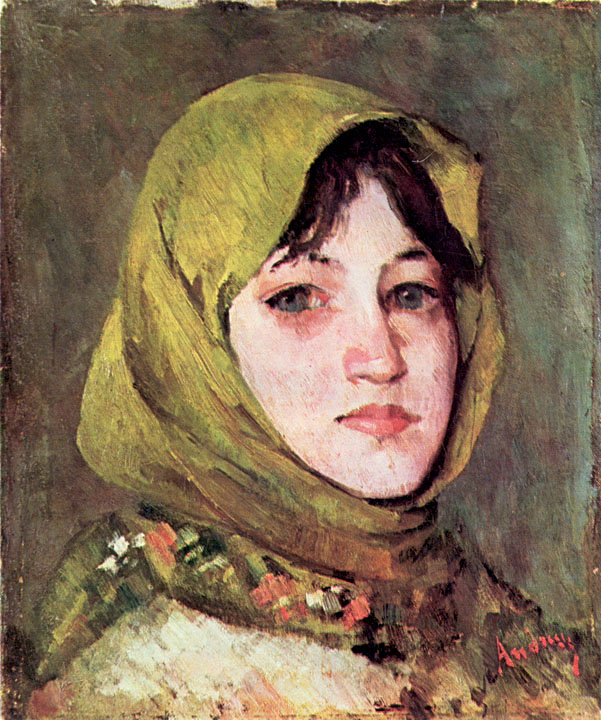
Крестьянка в зелёном платке
Женщина в лесу
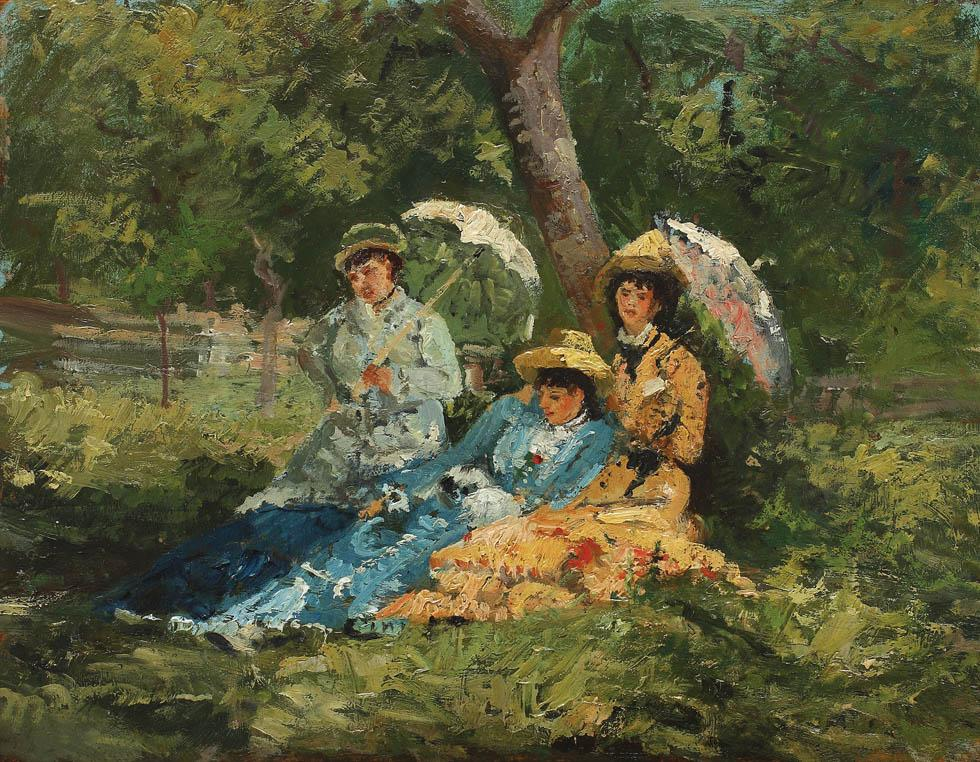
Женщины в парке